# ゴルフの真髄
『ゴルフの真髄 ARTISTIC GOLF』（ゴルフのしんずい アーティスィック・ゴルフ）は、2009年4月4日から2017年9月30日までテレビ東京系列で放送されていたゴルフ番組。ハイビジョン制作。

## 番組概要
- プロゴルファー・深堀圭一郎がホストを務めるゴルフ番組で、渡辺裕之とゲストを毎週迎えて対戦する番組であった。通常のゴルフ番組にある技術面の向上を目的とするだけでなく、エンターテインメントの要素も取り入れられていた。
- おおよそ放送1か月単位で、ゲスト1組との対戦形式でゲームが進められ、ゲームの途中に技術面での解説も行われていた。
- 番組開始時は毎週土曜日12時00分からの放送だったが、2011年4月2日から毎週土曜11時00分からの放送に変更され、2016年4月2日から毎週土曜10時30分からの放送に再び変更された。
- 2017年9月30日をもって番組終了、約8年半にわたる歴史に幕を下ろしたと同時に、多数放送されてきたテレビ東京の地上波ゴルフバラエティ番組が一時消滅した（BSジャパンで放送の『ゴルフ侍、見参!』は引き続き放送。2018年4月に『石田純一のサンデーゴルフ』で再開）。また、1991年開始の『中村雅俊・芹澤信雄のゴルフ熱中塾』から26年半続いた、ゴルフ5がメインスポンサーで、制作会社クロスビジョンが製作するテレビ東京のゴルフ番組も、この番組で打ち止めとなった。

## 出演者
プレイヤー
- 深堀圭一郎
- 渡辺裕之

アシスタント
- 稲村亜美（2016年4月 - 2017年9月）

ナレーション
- 針谷桂樹

### 過去の出演者
- 中澤麗華（アシスタント、2009年4月）
- 須黒清華（アシスタント・テレビ東京アナウンサー、2009年5月 - 2012年3月）
- 原史奈（アシスタント、2012年4月 - 2016年3月）

## 基本ルール
ストロークプレー
主に芸能人など、プロゴルファーでないゲストが出演する際に使用される。3ホールプレーで勝敗を決める。対戦方式は3通りある。
1. 深堀VS渡辺・ゲスト
深堀はロングティーから、渡辺・ゲストチームはレギュラーティーからのティーショット。その他のハンデとして、グリーンオンまでは1人1球を打ちベストポジションを選択できる[1]。ただしグリーンオン以降は、1つのボールを交互にパットする。
2. 深堀・稲村VS渡辺・ゲスト
基本ルールは①と同じだが、深堀・稲村チームは、稲村が1ホールに必ず1打は打たなければならず、さらに1打はパットをしなくてはいけない[2]。またティーショットは稲村はレディースティーを使用し、場合によっては深堀もゲストと同じティーからのショットとなる。さらに深堀・稲村チームに最大で2打のハンデがもらえる場合もある。
3. 深堀・渡辺VSゲスト
ゲストがプロと芸能人、もしくは女子プロ2人の場合に採用される。深堀・渡辺チームは「真髄チーム」として扱われる。ルールは1つのボールを交互に打っていく「ツーボールフォアサム」でプレーをするが、1ホール目のティーショットは全員で打つ。

ゴルフの真髄特別ルール
主にプロゴルファーがゲストの際に使用されるルール。対戦方式は深堀VS渡辺VSゲストの個人戦で、3ホールを行い勝敗を決める。
ポイント制で最後にポイントが1番多かった人が勝利。1stホール・2ndホールは10ポイント、最終ホールは20ポイント、またパー3のホールではティーショットで1番ピンに近かった人にニアピンで5ポイントが与えられる。同ホール内に同じ良い結果が2人以上いた場合は全員ポイント獲得無しとなり、またポイントのキャリーオーバーはない。2ndホールで逆転が不可能になった場合は、3rdホールには行かず2ndホールで勝負が打ち切られる。3ホールを終了しポイントが同点の場合はプレーオフを行い勝者を決める。
渡辺に対しては、ゲストが女子プロの場合は女子プロと同じティーからのプレー、男子プロの場合は全員同じティーから打つ代わりに渡辺に0.5打のハンデが与えられる。

## ミニコーナー

### 最終回時点でのコーナー
番組中、以下のミニコーナーのいずれかが挿入される。
- Plus K
VTRコーナー。ゴルフに関する様々な話題を伝えている。また、このコーナーのみ出演するゲストが時々ある。
- K's Laboratory
一般のゴルファーに関心の高いテクニックを深堀が解説するコーナー。
- K's Skill
出演したゲストプレーヤーの優れた技術を解説するコーナー。
- Talk K
対戦したゲストとのトークコーナー。
- ハンディキャップ0への道
渡辺裕之がハンディキャップ0に到達すべく、様々なアンジュレーションからの課題に真剣勝負で取り組むコーナー。
最終回では、3ホールをパーで回るという課題を自ら設けて、1・2ホール目をパー、最終ホールをボギーで回った。課題は達成できなかったが、深堀から内容が良かったと評価され、ハンディキャップ0への道合格と認定された。
- 稲村亜美のゴルフ仮免中
ゴルフ初心者の稲村が、コースデビューをするために自主練や深堀の指導を受けるコーナー。
最終回では、3ホールをボギーペースで回るという課題を自ら設けて、1・2ホール目をトリプルボギー、最終ホールをボギーで回り課題は達成できず、まだ成長できるという深堀の講評により、仮免のままということになった。
- 稲村亜美のラン・ラン・ランチ
ロケに使用したゴルフ場のレストランの料理を、稲村がレポートをするコーナー。

### 終了したコーナー
- 目指せ!芸能界ゴルフクイーン
原史奈が深堀の指導を受けながらゴルフ練習に取り組むコーナー。

## 主なゲストプレーヤー
- 矢野東（2009年4月）
- 宮里優作（2009年5月）
- ピーター（2009年5月16日・23日）
- 桑田真澄・桑田泉（2009年5月30日、6月6日・13日・20日）
- 丸山茂樹（2009年6月27日、7月4日・11日）
- 中西哲生（2009年8月1日・8日）
- 北村晴男・北村晃一親子（2009年11月7日・14日）
- 国生さゆり・鈴木舞子（2009年11月21日・28日）
- 玉ノ井親方（2009年12月5日・12日）
- 三浦大輔（2010年1月30日、2月6日・13日）
- 宮本慎也（2011年3月5日）
- 金子柱憲・高田純次　ゴルフの王道ペア（2017年9月16日・23日）

## 放送局
| 放送対象地域   | 放送局         | 系列           | 放送曜日・時間               | 放送日の遅れ |
| -------------- | -------------- | -------------- | ---------------------------- | ------------ |
| 関東広域圏     | テレビ東京     | テレビ東京系列 | 土曜 10:30 - 11:00           | 制作局       |
| 北海道         | テレビ北海道   | テレビ東京系列 | 土曜 10:30 - 11:00           | 同時ネット   |
| 愛知県         | テレビ愛知     | テレビ東京系列 | 土曜 10:30 - 11:00           | 同時ネット   |
| 大阪府         | テレビ大阪     | テレビ東京系列 | 土曜 10:30 - 11:00           | 同時ネット   |
| 岡山県・香川県 | テレビせとうち | テレビ東京系列 | 土曜 10:30 - 11:00           | 同時ネット   |
| 福岡県         | TVQ九州放送    | テレビ東京系列 | 土曜 10:30 - 11:00           | 同時ネット   |
| 岐阜県         | 岐阜放送       | 独立局         | 土曜 11:30 - 12:00           | 遅れネット   |
| 三重県         | 三重テレビ     | 独立局         | 水曜 23:20 - 23:50           | 遅れネット   |
| 京都府         | KBS京都        | 独立局         | 水曜 22:00 - 22:30           | 遅れネット   |
| 滋賀県         | びわ湖放送     | 独立局         | 土曜 23:30 - 翌0:00          | 遅れネット   |
| 奈良県         | 奈良テレビ     | 独立局         | 日曜 23:00 - 23:30           | 遅れネット   |
| 和歌山県       | テレビ和歌山   | 独立局         | 金曜 0:35 - 1:05（木曜深夜） | 遅れネット   |

## エンディングテーマ
日付はテレビ東京系の場合。
- Naifu「在りのままで」（2009年4月 - 6月）
- doa「Wave Your Hands」（2009年7月 - 9月）
- Chicago Poodle「旅人」（2009年10月 - 2010年3月）
- GARNET CROW「la-la-la それから 1・2・3」（2010年4月 - 6月）
- doa「Imagine」（2010年7月 - 9月）
- DIMENSION「Steppin Out」（2010年10月 - 2011年6月）
- 増崎孝司（DIMENSION）「Fly Like The Wind」（2011年7月 - 9月）
- DIMENSION「Make A Splash」（2011年10月 - 2012年6月）
- Sensation「二重螺旋」（2012年7月 - 9月）
- DIMENSION「Songbird」（2012年10月 - 12月）
- doa「Boys, Be Ambitious」（2013年1月 - 6月）
- DIMENSION「Voice Of The Star」（2013年7月 - 12月）
- IKURO（藤原いくろう）「New Year Eve」（2014年1月 - 3月）
- 勝田一樹（DIMENSION）「LONG WAY TO GO」（2014年4月 - 9月）
- DIMENSION「Blow」（2014年10月 - 2015年6月）
- 小野塚晃（DIMENSION）「Kanto〜大空へ〜」（2015年7月 - 12月）
- doa「ニュー☆スター」（2016年1月 - 3月）
- 勝田一樹（DIMENSION）「Get Up And Go」（2016年4月 - 9月）